# قانون اساسی کانادا
قانون اساسی کانادا (انگلیسی: Constitution of Canada)، عالی‌ترین قانون کشور کانادا است. این قانون ترکیبی از اعمال و سنت‌ها و  فرامین کانادا می‌باشد که یکی از قدیمی‌ترین قوانین اساسی در جهان است. قانون اساسی کانادا به شریح سیستم دولت و همچنین حقوق مدنی همه شهروندان کانادایی و کسانی که در کانادا زندگی می‌کنند می‌پردازد و دستورهای لازم را برای اداره کشور می‌دهد.
قانون اساسی کانادا در دو دوره تنظیم شده است؛ که یکی قانون اساسی کانادا (۱۸۶۷) و دیگری که اصلاحاتی بر قانون اول بود در قانون اساسی کانادا (۱۹۸۲) به تصویب رسید.

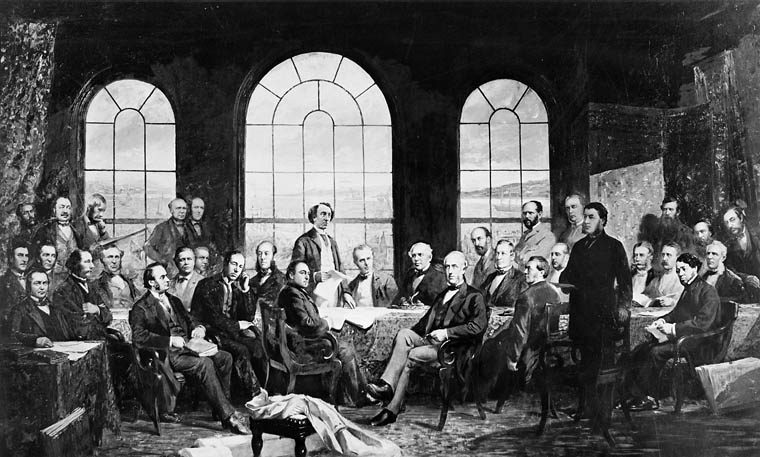
نقاشی مربوط به مذاکرات قانون اساسی کانادا (۱۸۶۷)